# Oulema texana
Oulema texana är en skalbaggsart som först beskrevs av George Robert Crotch 1873.  Oulema texana ingår i släktet Oulema och familjen bladbaggar. Inga underarter finns listade i Catalogue of Life.